# Toscana-Terra di ciclismo-Coppa delle Nazioni
La Toscana-Terra di ciclismo-Coppa delle Nazioni es una competición ciclista profesional por etapas italiana, limitada a corredores sub-23, que se disputa en la Toscana, en el mes de abril.
Se creó en 2011 formando parte del UCI Europe Tour, dentro de la categoría 2.Ncup (última categoría del profesionalismo y puntuable para la Copa de las Naciones UCI), su última edición fue al año siguiente en 2012. En 2017 la carrera regresó dentro de la categoría 2.2U.
Su primera edición tuvo 5 etapas.

## Palmarés
| Año                              | Ganador        | Segundo          | Tercero             |
| Toscana-Terra di ciclismo        |                |                  |                     |
| -------------------------------- | -------------- | ---------------- | ------------------- |
| 2011                             | Georg Preidler | Fabio Aru        | David de la Cruz    |
| 2012                             | Fabio Aru      | Tim Wellens      | Francesco Bongiorno |
| 2013-2016                        | No se disputó  | No se disputó    | No se disputó       |
| Toscana Terra di Ciclismo Eroica |                |                  |                     |
| 2017                             | Jai Hindley    | Robert Stannard  | Lucas Hamilton      |
| 2018                             | Andrea Bagioli | Aleksandr Vlasov | Christian Scaroni   |

## Palmarés por países
| País      | Victorias |
| --------- | --------- |
| Italia    | 2         |
| Austria   | 1         |
| Australia | 1         |